# Gustawów (gmina Stąporków)
Gustawów – wieś sołecka w Polsce położona w województwie świętokrzyskim, w powiecie koneckim, w gminie Stąporków.
W latach 1975–1998 miejscowość należała administracyjnie do województwa kieleckiego.
Przez wieś przechodzi  zielony szlak rowerowy z Sielpii Wielkiej do Błotnicy.
Wierni kościoła rzymskokatolickiego należą do parafii św. Barbary w Krasnej.

## Historia
Gustawów w wieku XIX – folwark w  powiecie koneckim, gminie Duraczów, parafii Odrowąż. 

W 1883 Liczył 24 domów i 103 mieszkańców, 696 mórg ziemi. Należał do dóbr Końskie.